# متین چیکماز
متین چیکماز (انگلیسی: Metin Çıkmaz؛ زادهٔ ۱۹۴۳ (۸۱–۸۲ سال)) ورزشکار و کشتی‌گیر اهل ترکیه است.

## منابع

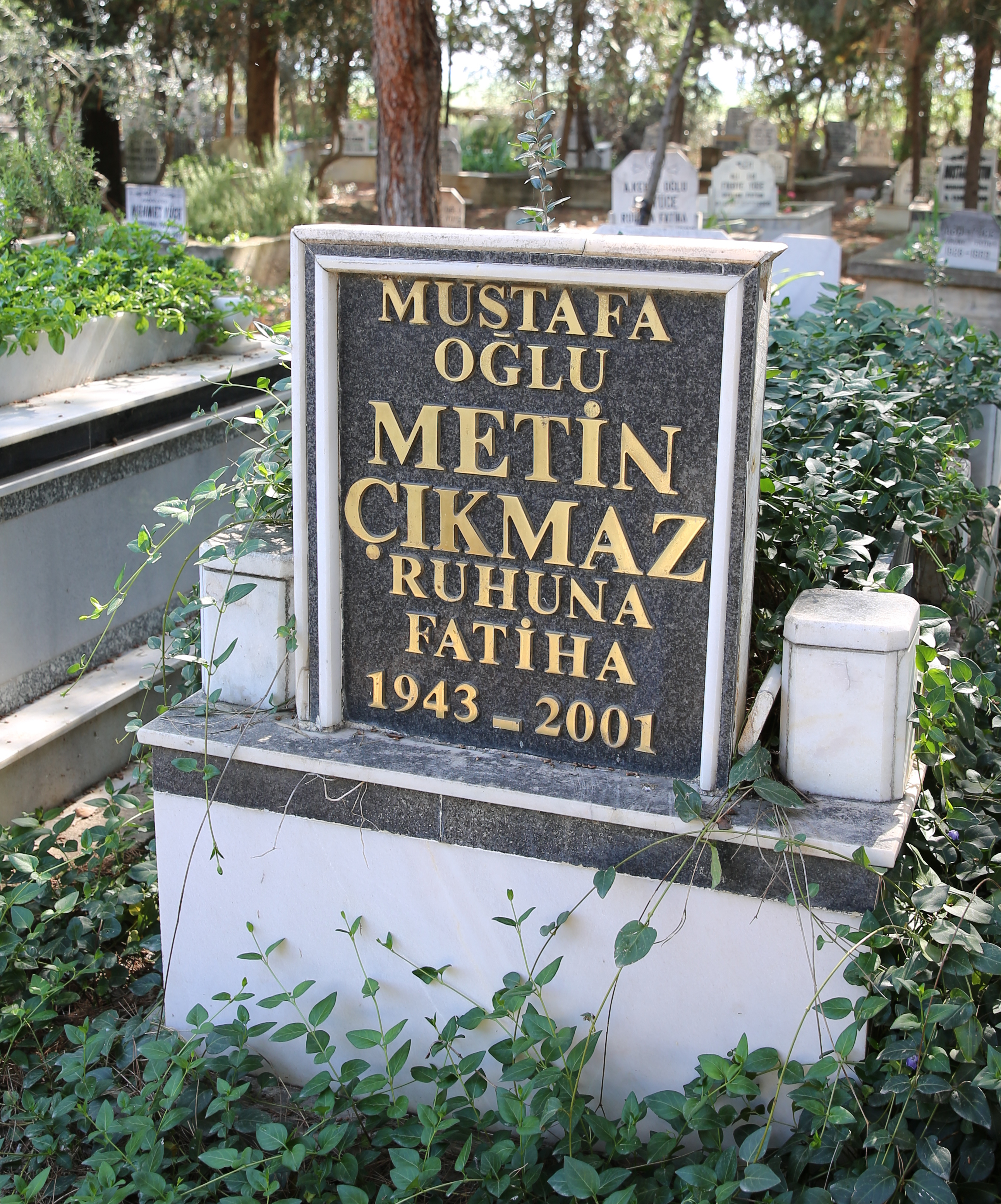